# Kobayashi Kiyochika
Kobayashi Kiyochika (小林 清親 10. september 1847 – 28. november 1915) var en japansk ukiyo-ekunstner, der er bedst kendt for sine farvede træsnit og avis-illustrationer.

## Galleri
- Cat and lantern, 1877
- Suspension Bridge on Castle Grounds, Skabelon:Circa
- Kanda Shrine at Dawn, 1880
- Six renditions of an older boy, 1884
- Tsukuba Mountain Seen from Sakura River at Hitachi, 1897

1. ↑  Navnet er anført på engelsk og stammer fra Wikidata hvor navnet endnu ikke findes på dansk.
2. ↑  Navnet er anført på engelsk og stammer fra Wikidata hvor navnet endnu ikke findes på dansk.
3. ↑  Navnet er anført på engelsk og stammer fra Wikidata hvor navnet endnu ikke findes på dansk.
4. ↑  Navnet er anført på engelsk og stammer fra Wikidata hvor navnet endnu ikke findes på dansk.
5. ↑  Navnet er anført på engelsk og stammer fra Wikidata hvor navnet endnu ikke findes på dansk.
6. ↑  Navnet er anført på engelsk og stammer fra Wikidata hvor navnet endnu ikke findes på dansk.
7. ↑  Navnet er anført på engelsk og stammer fra Wikidata hvor navnet endnu ikke findes på dansk.